# (466946) 2016 AB127
(466946) 2016 AB127 es un asteroide perteneciente al cinturón de asteroides, descubierto el 17 de noviembre de 1995 por el equipo Spacewatch desde el Observatorio Nacional de Kitt Peak (Arizona, Estados Unidos).